# Infrastruktura portowa
Infrastruktura portowa – znajdujące się w granicach portu lub przystani morskiej akweny portowe oraz ogólnodostępne obiekty, urządzenia i instalacje, związane z funkcjonowaniem portu.